# El desierto de Dios
 El desierto de Dios es una película coproducción de Argentina y Alemania filmada en Eastmancolor dirigida por Dieter Kautzner sobre su propio guion escrito según la novela El camino de Tomasa de Hilde Knöpff que fue producida en 1969 y no fue exhibida comercialmente. 
Fue protagonizada por Cipe Lincovsky y tuvo los títulos alternativos de Tomasa y La Tomasa.
Fue filmada en la Puna de Atacama, Chile y se la exhibió en la Semana de Cine Religioso en Valladolid, España, en  abril de 1970.

## Reparto
- Cipe Lincovsky …Tomasa